# Solamen
Solamen is een geslacht van tweekleppigen uit de familie van de Mytilidae.

## Soorten
- Solamen bulla (Dunker, 1857)
- Solamen columbianum (Dall, 1897)
- Solamen dollfusi (Dautzenberg, 1910)
- Solamen glandula (Totten, 1834)
- Solamen leanum (Dall, 1897)
- Solamen megas (Dall, 1902)
- Solamen persicum (E. A. Smith, 1906)
- Solamen recens (Tate, 1897)
- Solamen spectabilis (A. Adams, 1862)
- Solamen striatissima (G. B. Sowerby III, 1904)